# Genea robertsonii
Genea robertsonii är en tvåvingeart som först beskrevs av Townsend 1892.  Genea robertsonii ingår i släktet Genea och familjen parasitflugor. Inga underarter finns listade i Catalogue of Life.